# Костамоярви
Ко́стамоя́рви (фин. Kostamojärvi) — посёлок в составе Элисенваарского сельского поселения Лахденпохского района Республики Карелия.

## Общие сведения
Расположен на юго-западном берегу озера Костамоярви. Через посёлок проходит грунтовая дорога 86К-89 («Вялимяки — Костамоярви»). Расстояние до Ихала — 8 км, до районного центра Лахденпохья — 21 км.

## Население
| 2002 | 2009 | 2010 | 2013 |
| ---- | ---- | ---- | ---- |
| 34   | ↘27  | ↘23  | ↗29  |